# Краснобаковский уезд
Краснобаковский уезд — административно-территориальная единица в составе Нижегородской губернии, существовавшая в 1923—1929 годах. Административный центр — село Красные Баки.

## История
Уезд образован в 1923 году в составе Нижегородской губернии. В его состав вошли территории упраздненных Варнавинского и Воскресенского уездов.
14 января 1929 года Нижегородская губерния и все её уезды были упразднены, территория Краснобаковского уезда была разделена между Краснобаковским, Варнавинским, Воскресенским, Семёновским районами Нижегородского округа и Тонкинским, Уренским районами Шарьинского округа Нижегородской области.

## Административное деление
К 1929 году в уезде было 12 волостей:
- Варнавинская,
- Воздвиженская,
- Воскресенская,
- Галибихинская,
- Краснобаковская,
- Нестиарская,
- Носовская,
- Пакалевская,
- Тонкинская,
- Уренская,
- Черновская,
- Шадринская.

## Население
По итогам всесоюзной переписи населения 1926 года население уезда составило 178 978 чел., из них городское — 6 833 человек.